# Scalenus ysmaeli
Scalenus ysmaeli là một loài bọ cánh cứng trong họ Cerambycidae.